# 더프 맥케이건
더프 맥케이건(영어: Duff McKagan, 1964년 2월 5일 ~ )은 미국의 베이시스트, 가수, 작곡가이자 작가이다. 그는 1980년대 후반과 1990년대 초반에 세계적으로 성공을 거둔 하드 록 밴드 건즈 앤 로지스에서 12년간 재임한 것으로 가장 잘 알려져 있다. 맥케이건은 로큰롤 명예의 전당에 이어 2016년에 이 밴드에 다시 합류했다.
건즈 앤 로지스에서의 첫 번째 활동 말기에, 맥케이건은 솔로 음반 《Believe in Me》 (1993년)를 발표하고 단명한 슈퍼그룹 뉴로틱 아웃사이더즈를 결성했다. 1997년 건즈 앤 로지스를 떠난 후, 그는 성공 이전 시절의 시애틀 펑크 밴드 10 미닛 워닝과 잠시 재결합했으며, 이후 리드 보컬과 리듬 기타를 맡고 있는 하드 록 밴드 로디드를 결성하여 현재까지 활동 중이다. 2002년부터 2008년까지는 전 건즈 앤 로지스 동료인 슬래시, 맷 소럼과 함께 슈퍼그룹 벨벳 리볼버에서 베이스를 연주했다. 그는 2006년에는 앨리스 인 체인스, 2010년에는 제인스 어딕션, 2016년에는 슈퍼그룹 할리우드 뱀파이어스와 잠시 공연한 바 있다. 또한 그는 시애틀 출신 동료 뮤지션인 마이크 맥크리디 (펄 잼), 배럿 마틴 (스크리밍 트리스 출신)과 함께 워킹 페이퍼스, 레비 워커스 등 여러 단기 프로젝트에서도 협업했다.

## 음반 목록

### 건즈 앤 로지스
- Appetite for Destruction (1987)
- G N' R Lies (1988)
- Use Your Illusion I (1991)
- Use Your Illusion II (1991)
- "The Spaghetti Incident?" (1993)